# 谢尔盖·阿纳托利耶维奇·加夫里洛夫
谢尔盖·阿纳托利耶维奇·加夫里洛夫（羅馬化：Sergey Anatol'yevich Gavrilov；1966年1月27日—）是俄罗斯政治人物，俄罗斯联邦共产党成员，第五、六、七、八届国家杜马代表。他出生于苏联时期的图拉。并于1989年获得莫斯科国立大学的经济学理学副博士学位。
2016年9月18日，作为俄共候选人当选第七届国家杜马代表。
加夫里洛夫于2022年因俄乌战争而遭到美国财政部制裁。

## 2019格鲁吉亚示威
他应邀通过东正教议会间大会在格鲁吉亚议会发表讲话。演讲是在议长席上用俄语发表的，被视为对格鲁吉亚主权的攻击。这导致了2019年格鲁吉亚示威活动。

## 荣誉
- 二级祖国功勋奖章（2016年8月26日）[8]